# كوادريغا للحلول المالية
شركة كوادريغا للحلول المالية (بالإنجليزية: Quadriga Fintech Solutions) هي المالك والمشغل لـ كوادريغاCX، والتي كانت أكبر بورصة عملة مشفرة في كندا، قام بتأسيسها جيرالد كوتين (من مواليد 11 مايو 1988) في نوفمبر 2013 مع مايك باترن، أوقفت البورصة عملياتها في عام 2019 وأعلنت إفلاسها بقيمة 215.7 مليون دولار كندي من الالتزامات وحوالي 28 مليون دولار كندي في الأصول. بسبب وفاة الرئيس التنفيذي ومؤسس الشركة جيرالد ويليام كوتن في عام 2018 بعد سفره إلى الهند، حيث تم فقدان ما يصل إلى 250 مليون دولار كندي (190 مليون دولار أمريكي) من العملات المشفرة المستحقة لـ 115000 مستخدم  أو لا يمكن الوصول إليها لأن كوتن هو الوحيد الذي احتفظ بكلمة المرور للمحافظ الباردة غير المتصلة بالإنترنت.

## روابط خارجية
- موقع التبادل